# Lijst van burgemeesters van Hummelo en Keppel
Dit is een lijst van burgemeesters van de voormalige Nederlandse gemeente Hummelo en Keppel die op 1 januari 2005 opging in de nieuwe gemeente Bronckhorst.

## Vanaf 1 januari 1818
Op 1 januari 1818 werden Keppel en Hummelo samengevoegd tot een schoutambt. Zowel Hummelo als Keppel moest bij de herindeling grondgebied inleveren. Het nieuwe Schoutambt van 1818 had qua oppervlak ongeveer de omvang van de gemeente Hummelo en Keppel op 1 januari 2005 toen deze opging in de nieuwe gemeente Bronckhorst.
Het Schoutambt Hummelo en Keppel werd in 1823 omgedoopt in de gemeente Hummelo en Keppel. Wat betreft het ambt van schout verandert er dan niets, het gaat alleen weer burgemeester heten. 
Eigenlijk is Hummelo en Keppel  als gemeente dus in 1818 ontstaan en was bij opheffing per 1 januari 2005 187 jaar oud.
| Ambtsperiode | Naam burgemeester                                         | Partij of stroming    | Bijzonderheden |
| ------------ | --------------------------------------------------------- | --------------------- | --- |
| 1813         | Jacob Adolph van Heeckeren van Enghuizen                  |                       | maire van Hummelo |
| 1818 - 1826  | Egbert (E.) Garretsen                                     |                       | Schout van het Schoutambt Hummelo en Keppel van 1 januari 1818 tot 1823. Burgemeester van de gemeente Hummelo en Keppel van 1823 tot 5 september 1826. Egbert Garretsen was de eerste burgemeester van Hummelo en Keppel. Voorafgaand aan het ambt van Schout van Hummelo en Keppel was Garretsen voorlopig burgemeester van Hummelo. Garretsen was naast Schout/burgemeester ook Secretaris en Ambtenaar van den Burgerlijke Stand. Garretsen bestuurde zijn gemeente vanuit zijn huis de Telling. Verder was hij eigenaar van bierbrouwerij De zwarte kolk in Hummelo. |
| 1826 - 1829  | Frederik Wilhelm (F.W.) baron van der Borch van Helbergen |                       | Burgemeester van 21 oktober 1826 tot 30 augustus 1829. Van der Borch trad vrijwillig terug omdat hij lid was geworden van Gedeputeerde Staten van Gelder. |
| 1829 - 1871  | Cornelis Wilhelmus (C.W.) Vrijland I (ca.1796-1871)       | geen Thorbeckeaan     | Burgemeester van 30 augustus 1829 tot zijn overlijden op 7 oktober 1871. Burgemeester Vrijland I was tevens secretaris. Voorafgaand was hij griffier van de Regtbank van Enkele Policie te Hummelo en Keppel. |
| 1871 - 1872  | E.G.A. baron van Pallandt                                 |                       | Burgemeester van 1 november 1871 tot zijn overlijden op 13 december 1872. Hij werd 44 jaar. |
| 1873 - 1883  | Frederik Jacob Willem (F.J.W.) baron van Pallandt         | conservatief-liberaal | Burgemeester van 8 februari 1873 tot 1 januari 1883. Broer van de voorgaande. De beide baronnen Van Pallandt werden gezien als tussenpausen in het burgemeestersambt van Hummelo en Keppel. Burgemeester Van Pallandt was vooraf burgemeester van Doesburg waar hij op eigen verzoek op 13 juli 1872 eervol ontslag kreeg. In Hummelo en Keppel kreeg hij op eigen verzoek per 1 januari 1883 eervol ontslag. |
| 1883 - 1920  | Cornelis Wilhelmus (C.W) Vrijland II (1845-1928)          |                       | Burgemeester van 1 februari 1883 tot 1 juli 1920. Bij zijn ambtsaanvaarding was Vrijland II gemeentesecretaris. Hij heeft tot 1 januari 1917 beide ambten bekleed. Daarna nog drieënhalf jaar het burgemeestersambt. Tot zijn 75ste. Van 1892 tot juni 1910 was hij lid van Provinciale Staten van Gelderland. Vrijland II heeft zich sterk ingezet voor het openbaar vervoer in zijn gemeente. Vrijland II is een zoon van Vrijland I en Teuntje Vlieger. |
| 1920 - 1949  | Jan Isaäc Cordes                                          |                       | Burgemeester van 8 september 1920 tot 1 november 1949. Hij kwam van geboorte van Vorden. Vorden en Hummelo en Keppel vallen beide onder de huidige gemeente Bronckhorst. Burgemeester Cordes staat bekend als dat hij buiten college en gemeenteraad om beslissingen nam. |
| 1950 - 1969  | Jhr. François Willem Peter Marie (F.W.P.M.) van Panhuys   |                       | Burgemeester van 16 januari 1950 tot 21 februari 1969. Er kwam een einde aan zijn ambtsperiode toen hij op 21 februari 1969 overleed aan kanker. Onder burgemeester Panhuys is in 1963 een nieuw gemeentehuis, aan de Panhuysbrink in Hoog-Keppel in gebruik genomen, en werd er een aanvang genomen met de aanleg van riolering in Hummelo en Keppel. |
| 1969 - 1978  | Ger (G.W.) Baris                                          | CHU                   | Burgemeester van 16 november 1969 tot 1 februari 1978. Burgemeester Baris kwam uit Utrecht waar hij hoofdambtenaar was. De invoering van een fonds voor onderwijsvernieuwing - landelijke primeur - mag op zijn conto bijgeschreven worden. |
| 1978 - 1979  | Gerard (G.R.) Bierman                                     | VVD                   | Waarnemend burgemeester van 1 februari 1978 tot 1 februari 1979. |
| 1979 - 1999  | Peter Andries Wichert (P.A.W.) Bannink                    | VVD                   | Burgemeester van 1 februari 1979 tot 1 maart 1996. Van 1 maart 1996 tot 1 februari 1999 was hij waarnemend burgemeester. De roots van burgemeester Bannink liggen in Hummelo. Zijn grootvader was er kleermaker. |
| 1999         | Henk (H.) Spoelstra                                       | PvdA                  | Waarnemend burgemeester van 15 februari 1999 tot 1 september 1999. |
| 1999 - 2005  | Sjoukje (S.) Haasjes-van den Berg                         | VVD                   | Burgemeester van 1 september 1999 tot en met 31 december 2004. Op 1 januari 2005 werd de gemeentelijke herindeling geëffectueerd. Dat betekende het einde van het ambt van burgemeester van Hummelo en Keppel. |